# Portugiser

Portugiser (portugueses, femininform portuguesas) är ett romanskt folkslag med portugisiska som modersmål och Portugal som hemland. I Brasilien har en stor del av befolkningen portugisisk härkomst. Portugisiska utvandrare finns i bland annat Brasilien, USA och Frankrike.

## Kända portugiser

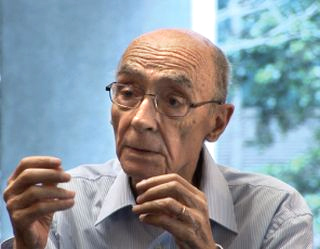
José Saramago
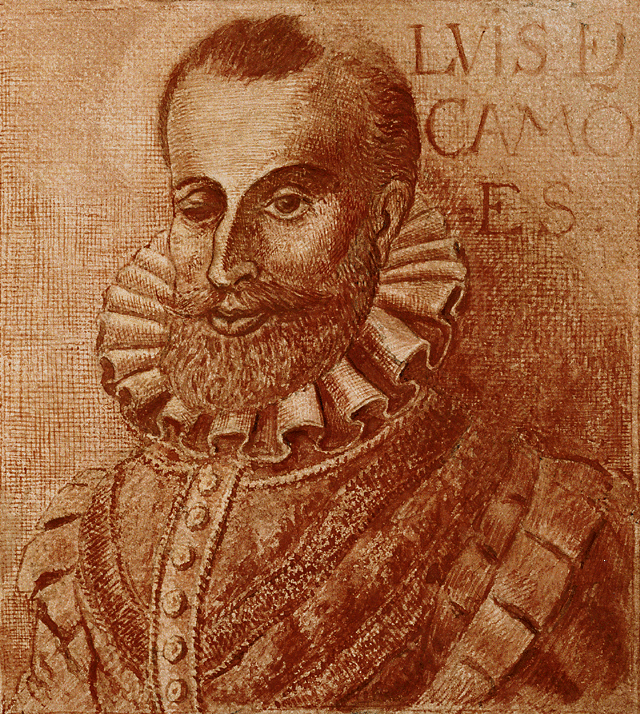
Luís de Camões
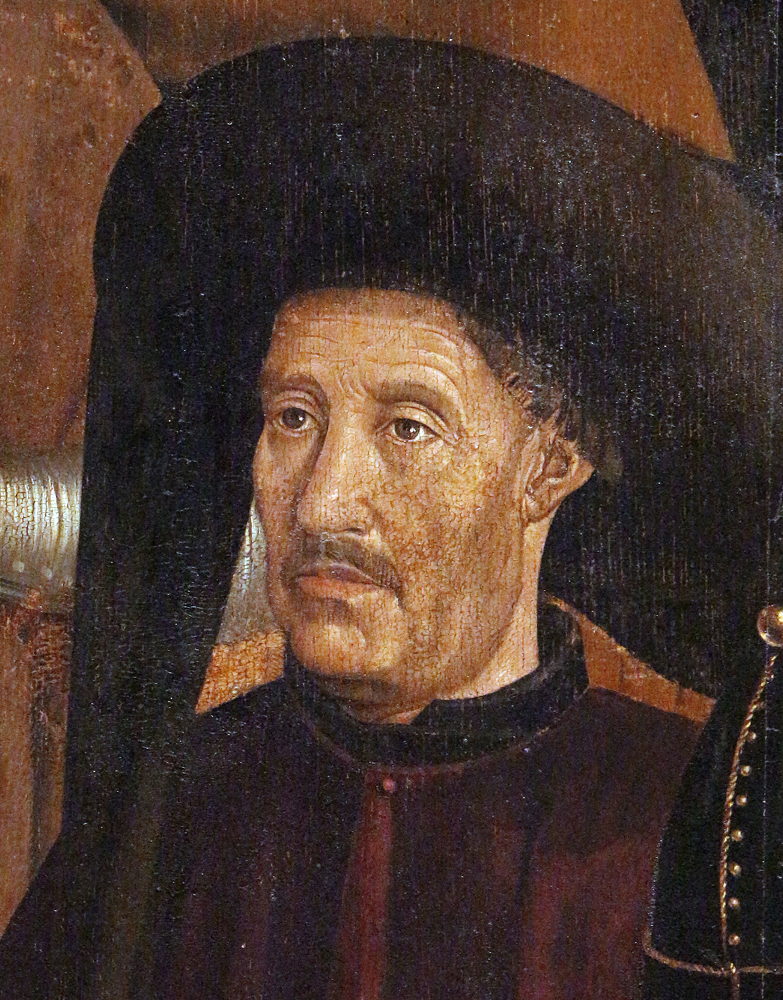
Henrik Sjöfararen
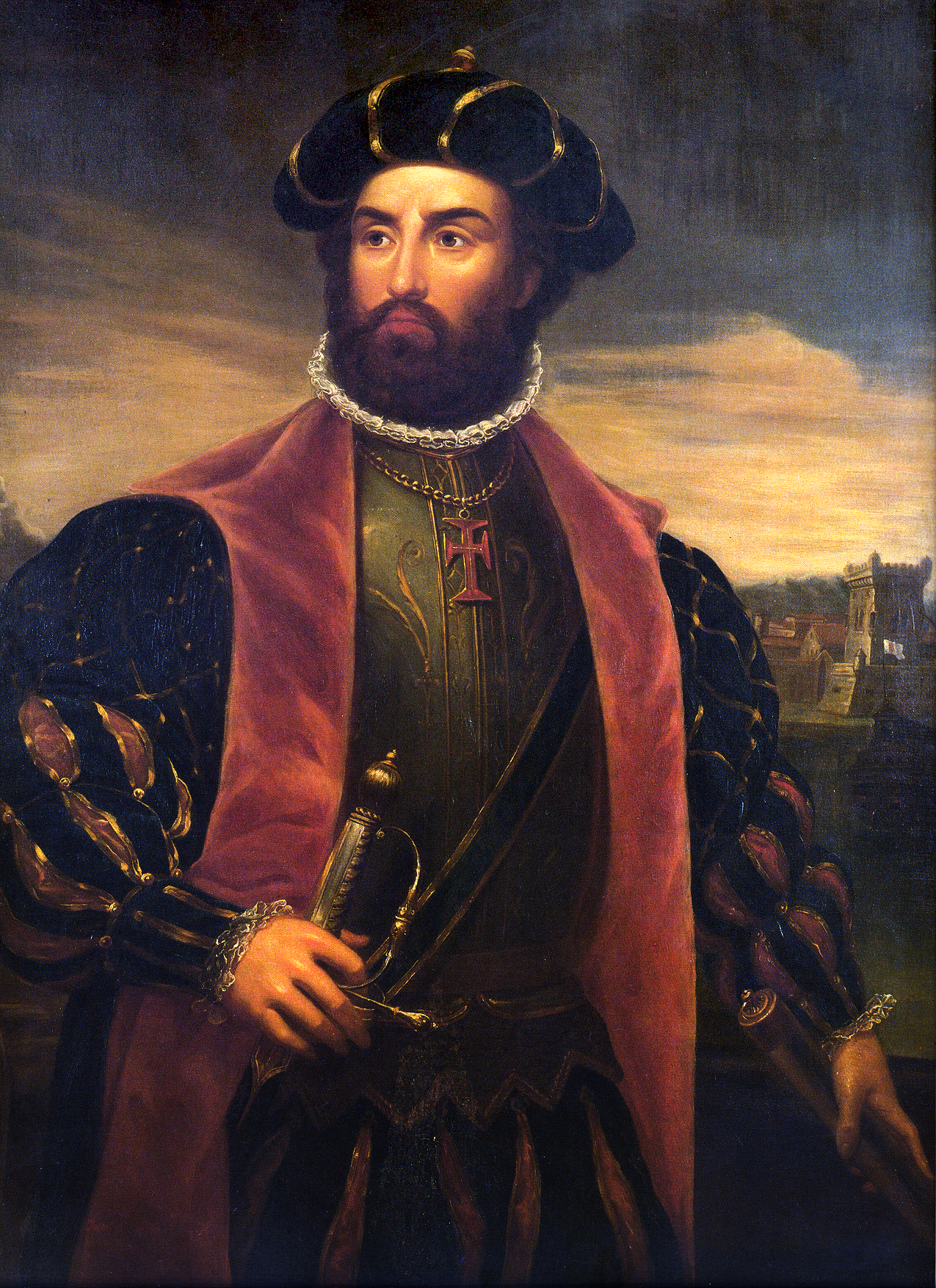
Vasco da Gama
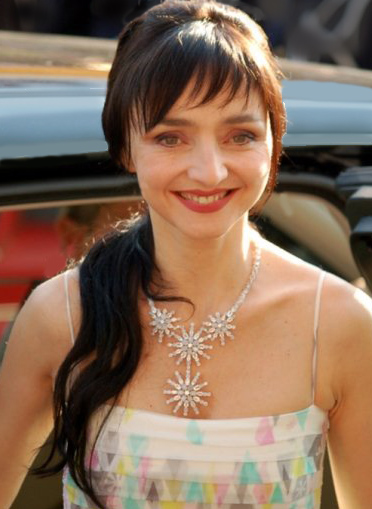
Maria de Medeiros
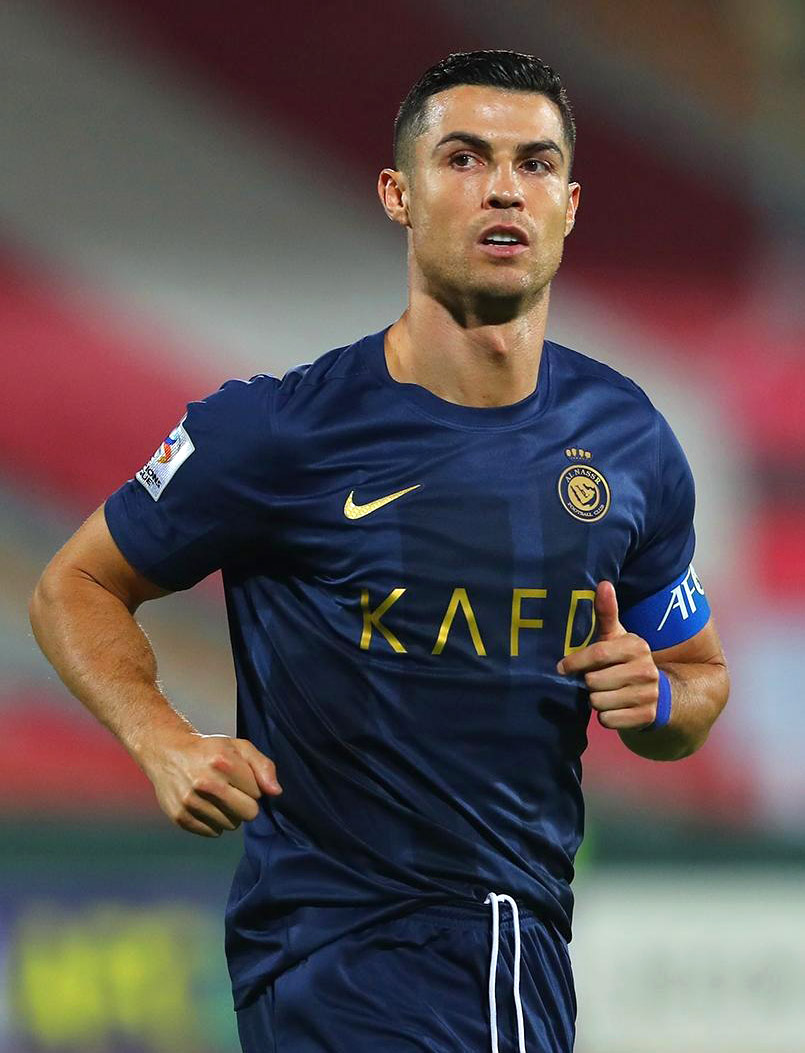
Cristiano Ronaldo
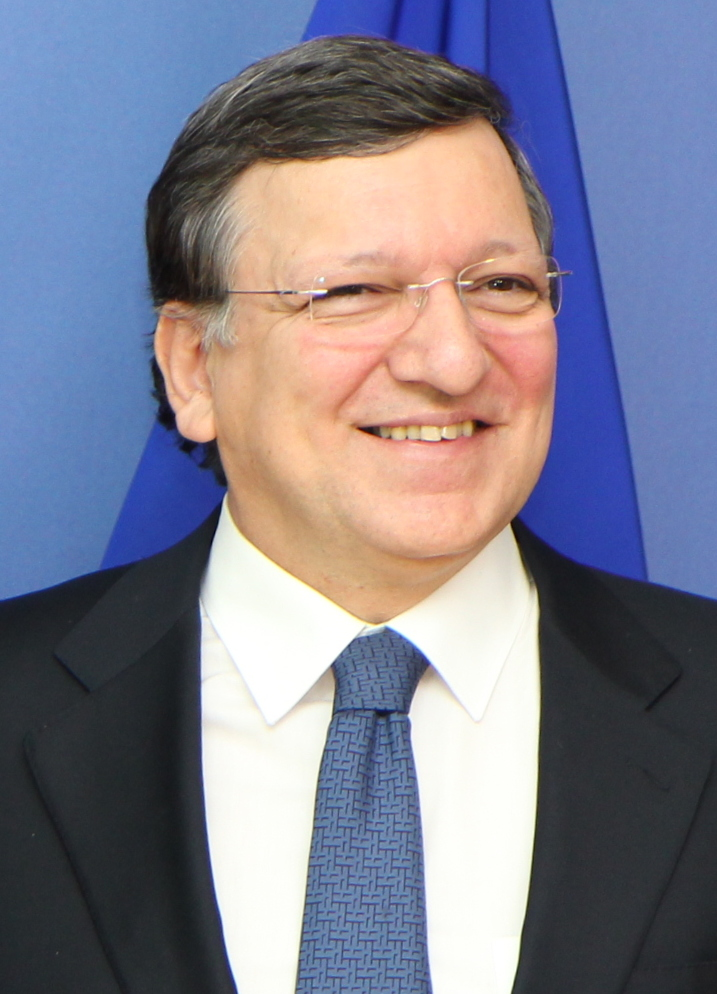
Durão Barroso
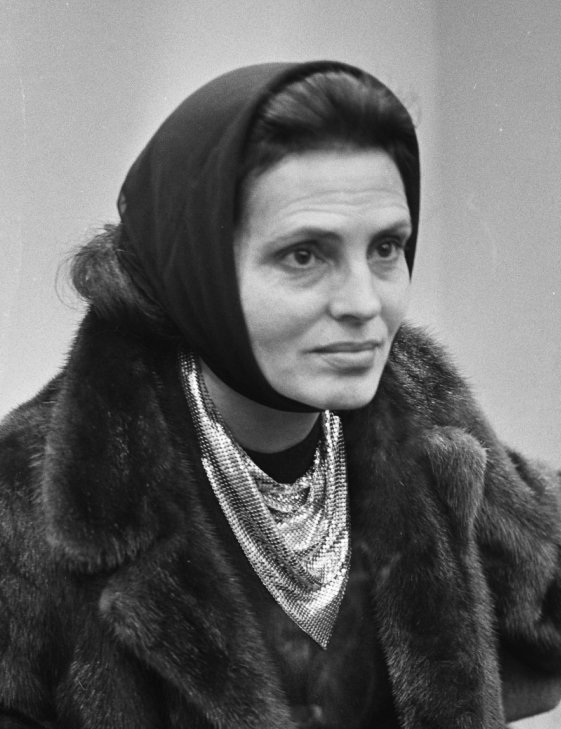
Amália Rodrigues
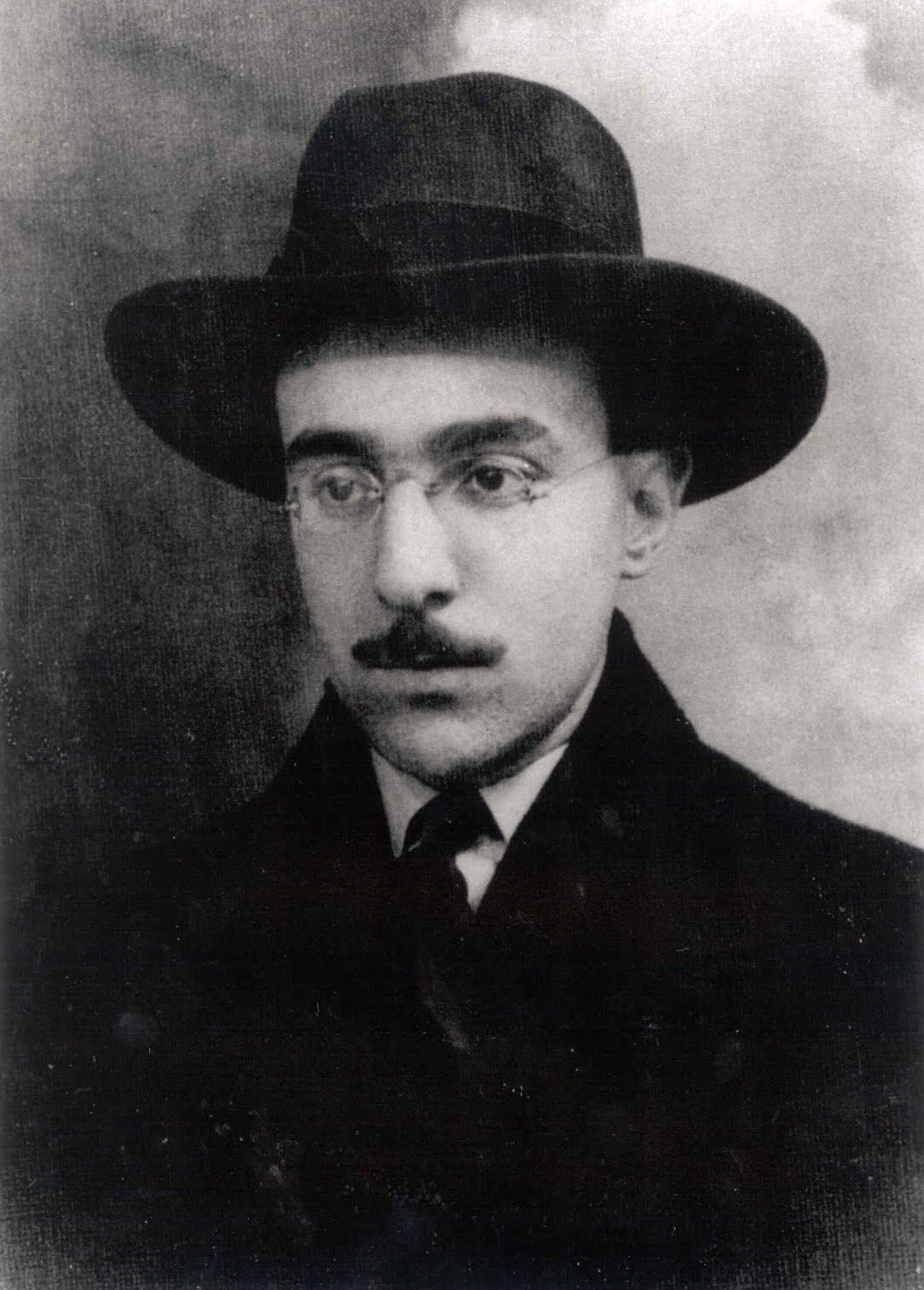
Fernando Pessoa
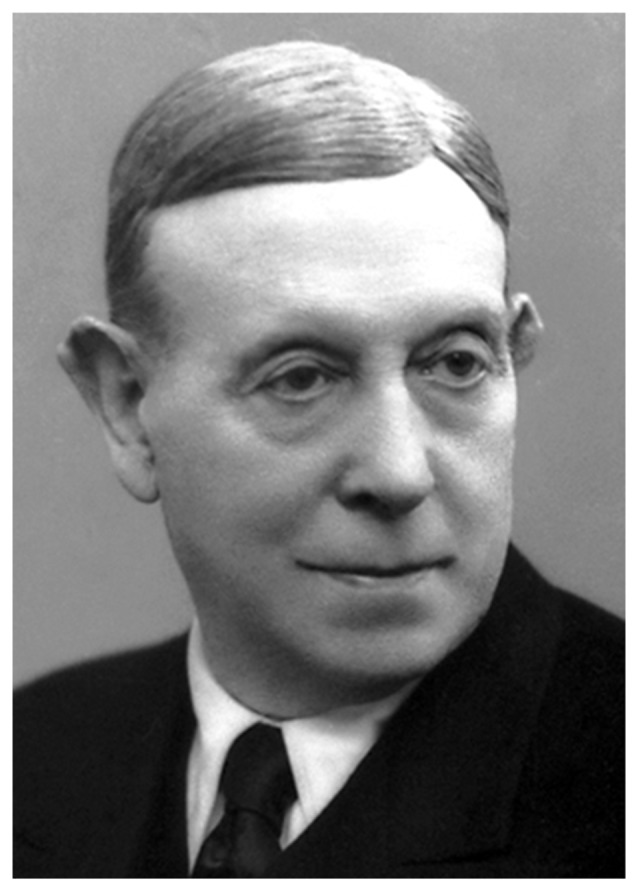
Egas Moniz
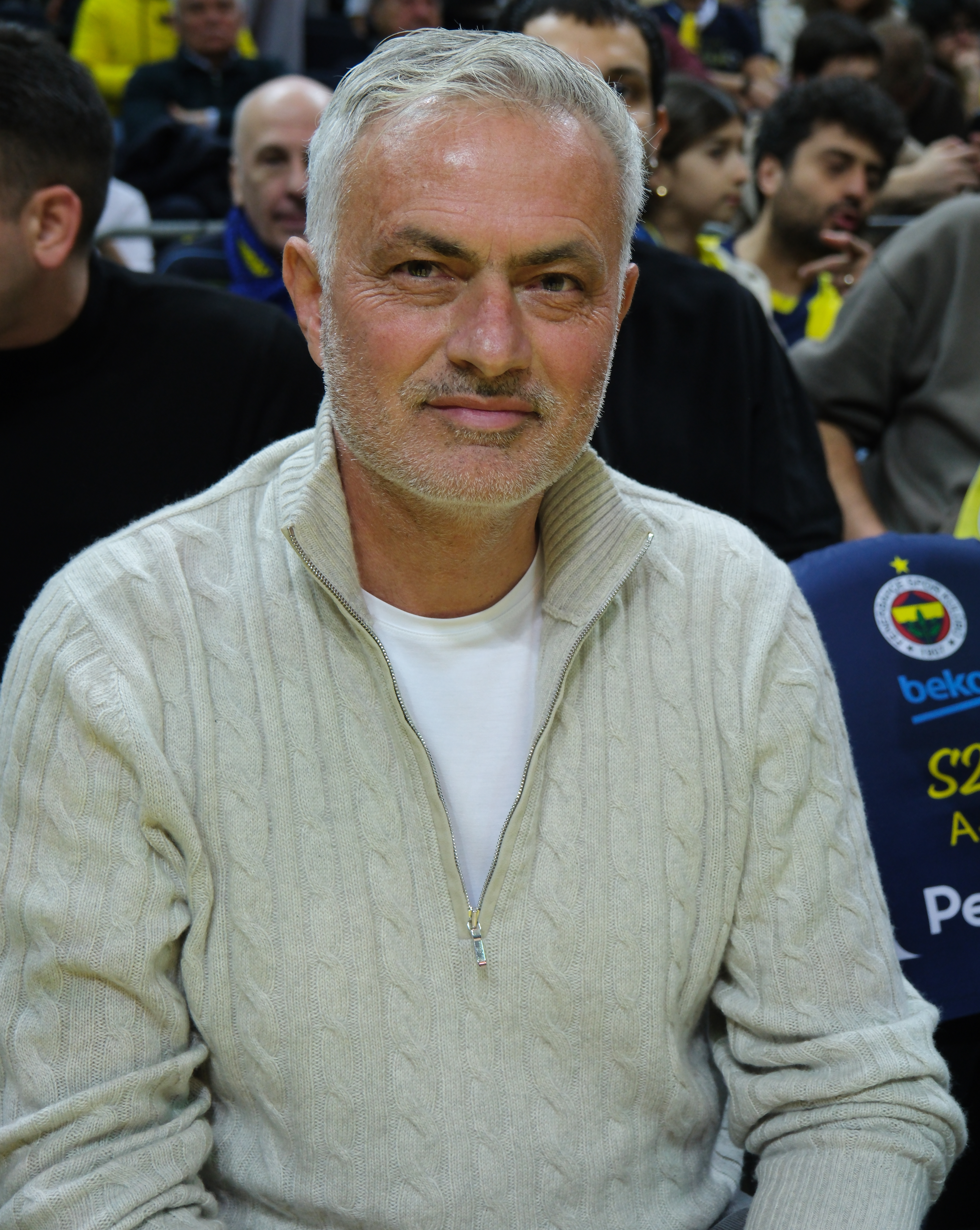
José Mourinho
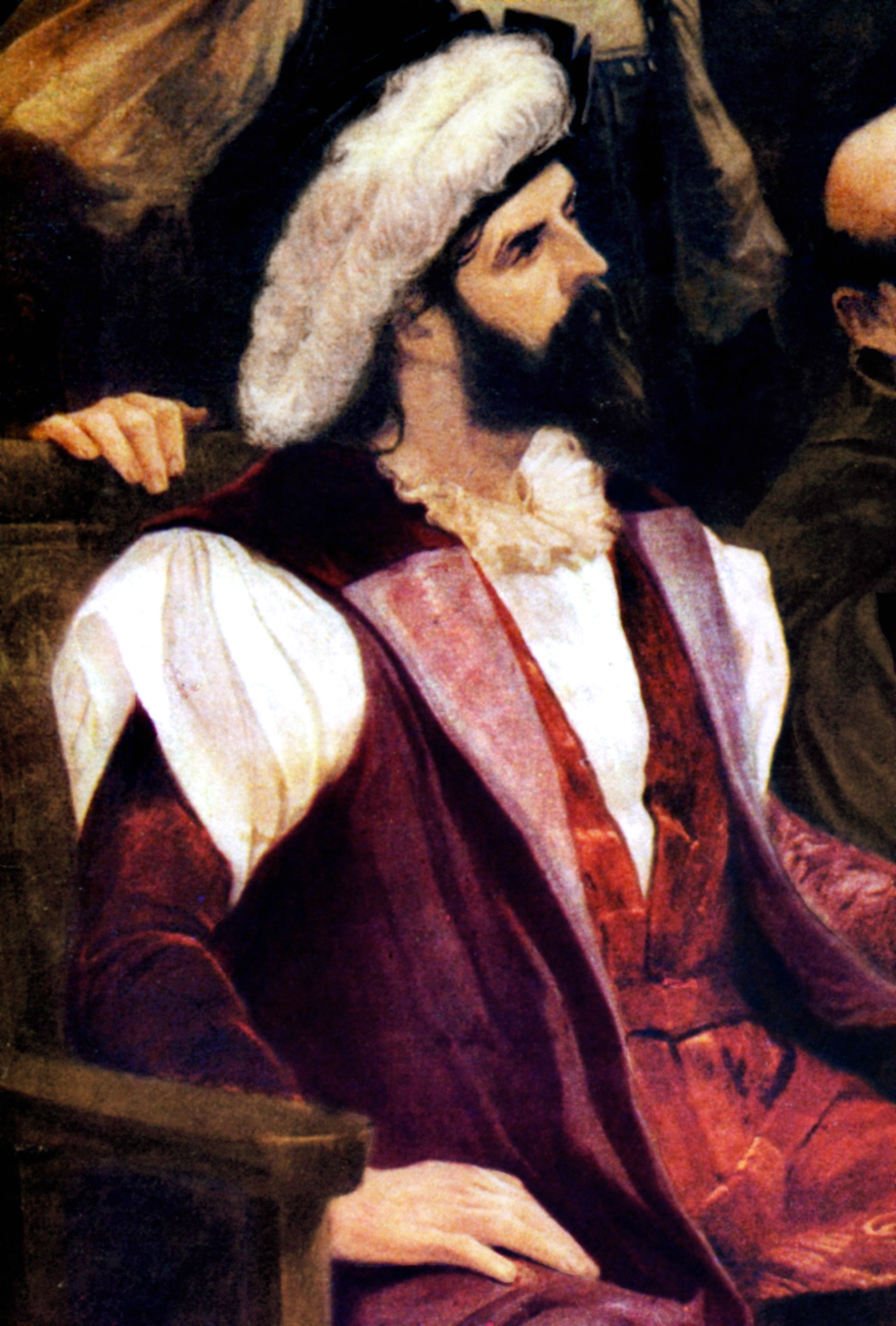
Pedro Álvares Cabral
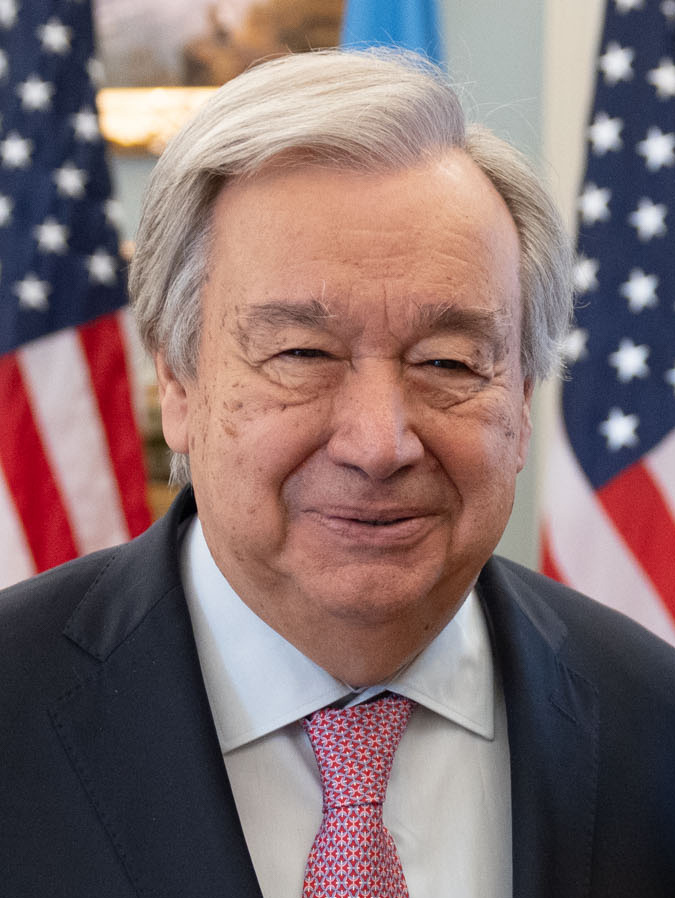
António Guterres